# Günter Nimtz
Günter Nimtz, né le 22 septembre 1936 à Berlin, est un physicien allemand, travaillant au 2e institut de physique de l'université de Cologne.
Il a étudié les semi-conducteurs et les cristaux liquides. Il a également été engagé pour plusieurs études interdisciplinaires sur l'effet du rayonnement électromagnétique non ionisant dans les systèmes biologiques. Sa réputation internationale résulte principalement des expériences sur l'exposition de particules qu'il considère pouvoir voyager plus vite que la vitesse de la lumière (c) par effet de tunnel quantique.

## Biographie

### Carrière universitaire
Günter Nimtz a étudié l'électrotechnique à Mannheim et la physique à l'université de Heidelberg. Il a reçu un diplôme de l'université de Vienne et est devenu professeur de physique à l'université de Cologne dès 1983.
Il a le statut honoraire depuis 2001. Depuis 2004, il est intervenant à l'université de Shanghaï et de l'université de Pékin dans le domaine des télécommunications. De 2001 à 2008, il était enseignant chercheur à l'université de Coblence-Landau.

### Recherche et développement industriel
En 1993, Günter Nimtz et Achim Enders ont inventé un amortisseur spécial pour les chambres électromagnétiques. Il est placé sur un porteur pyramidal incombustible. L'amortisseur est distribué par la compagnie Frankonia, breveté et utilisé couramment un peu partout sur Terre.
Il a été conseiller à Bayer AG, au Rheinmetall A.G., à Merck A.G./Darmstadt, et au Feldmühle-Nobel A.G. Entre 2002 et 2007, il est membre du conseil de surveillance d'Ormecon. En outre, il est vice-président d'une association pour les handicapés.

## Expériences sur les vitesses supraluminiques dans le cadre d'effet tunnel quantique

Diagramme de l'expérience de Nimtz et Stahlhofen.

Günter Nimtz et ses coauteurs ont étudié ce sujet depuis 1992. Des documents et les articles depuis lors nombreux sont édités dans des Conférences Internationales et dans la presse scientifique. Leur installation expérimentale implique des micro-ondes envoyées à travers deux espaces séparés par des prismes.
En 1994, avec Horst Aichmann, il a effectué une expérience de tunnel quantique aux laboratoires de Hewlett-Packard, ce après quoi il a déclaré qu'une onde porteuse à fréquence modulée a transporté la quarantième symphonie de Wolfgang Amadeus Mozart 4,7 fois plus rapidement que la lumière grâce à l'effet du tunnel quantique. Un pré-tirage est édité en 2007 de cette expérience.
Cette expérience sert de base à l'affirmation selon laquelle la transmission d'information peut être plus rapide que celle de la lumière.
En fait, Nimtz et collègues ont observé que le temps mesuré lors de la traversée du tunnel est passé à rebours. Ce résultat a été confirmé de nombreuses fois.